# Ernemann

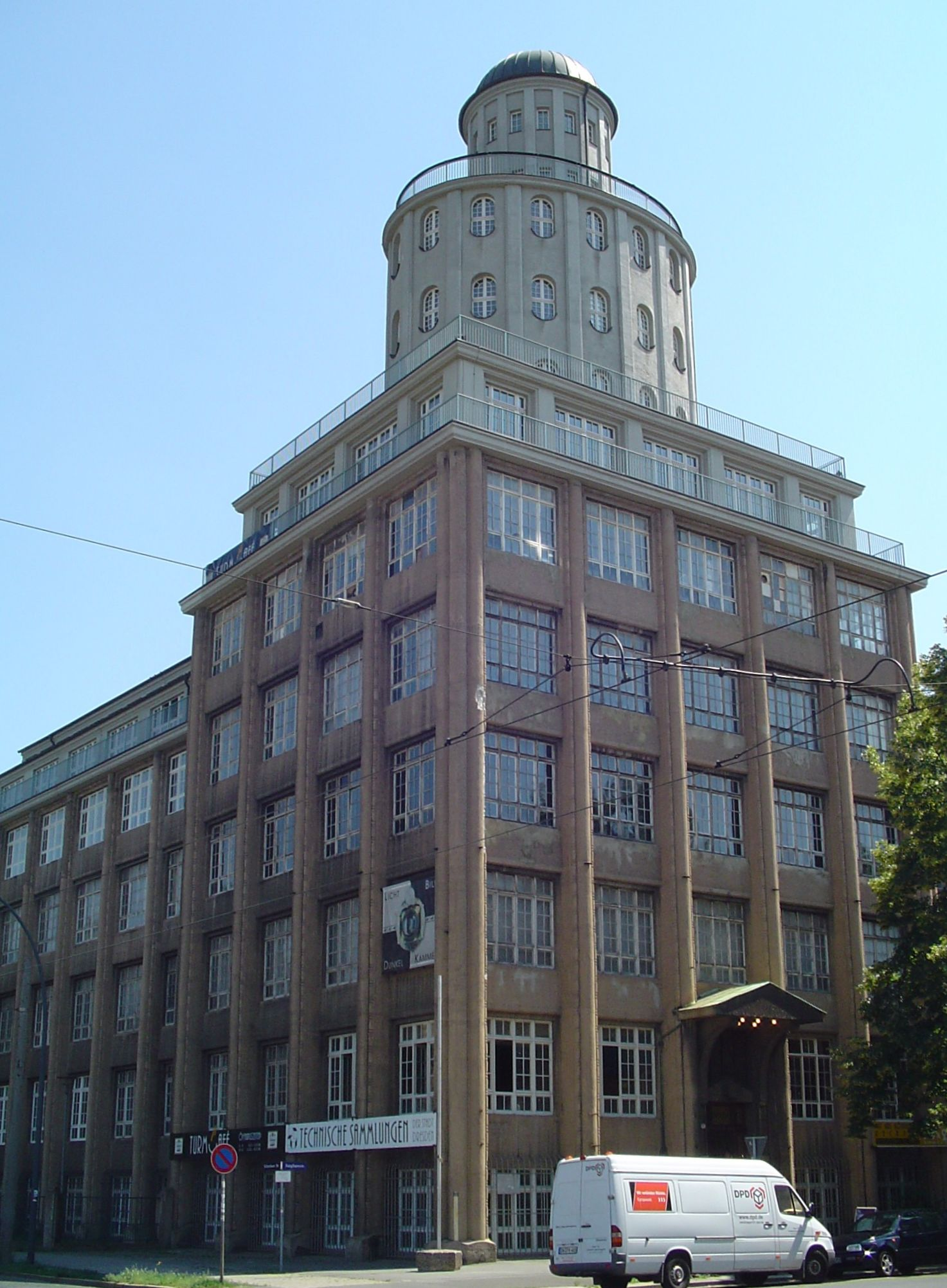
Silueta věže Ernemann-Werke sloužila jako logo VEB Pentacon

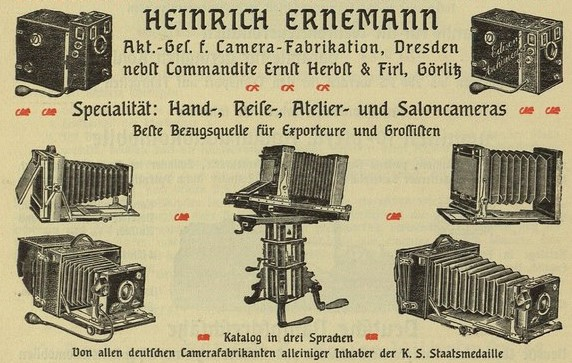
Světová výstava v Paříži 1900

Ernemann-Werke AG byla německá společnost na výrobu fotografických a filmových kamer a kinoprojektorů se sídlem v Drážďanech.

## Dějiny

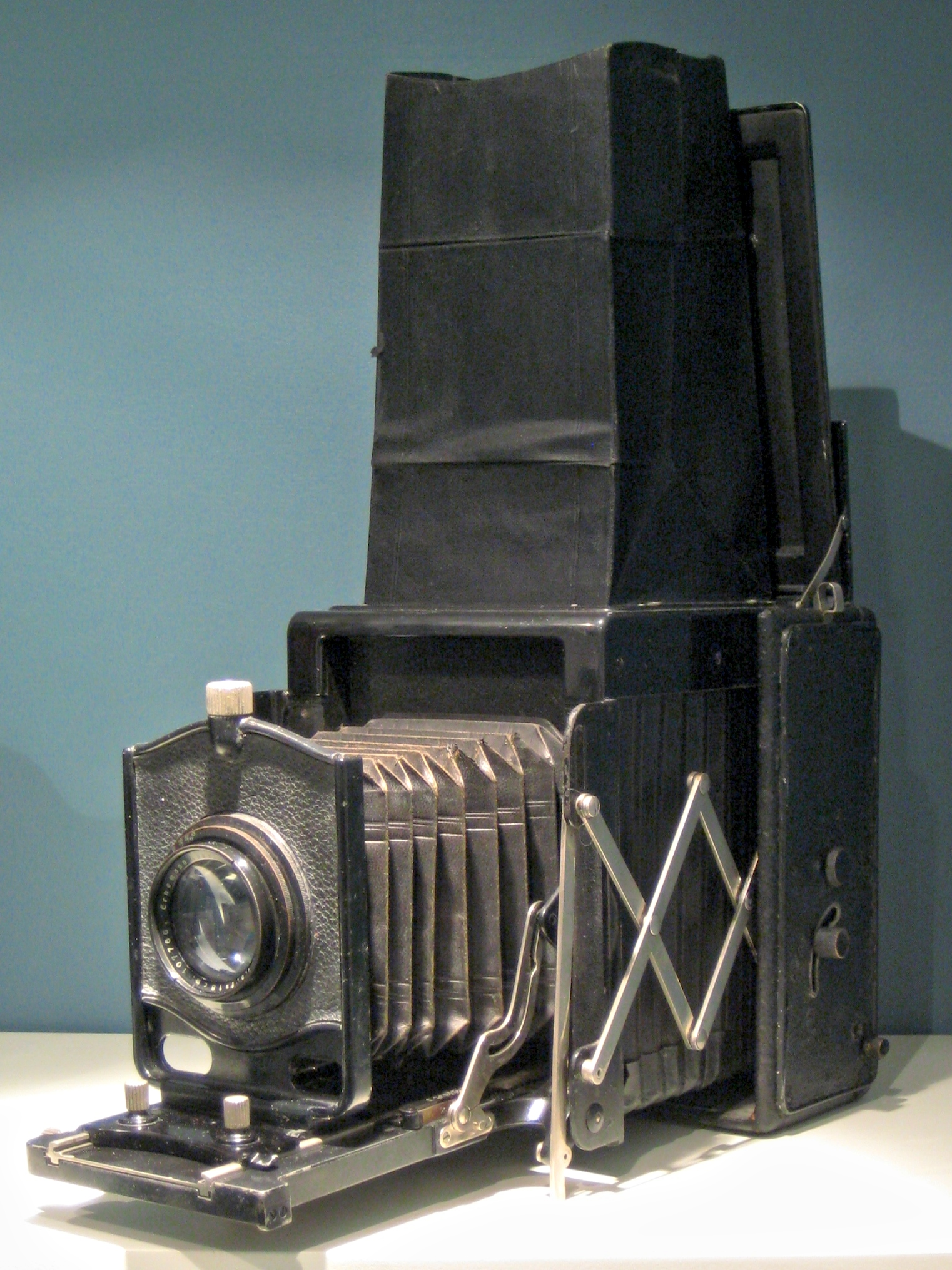
Ernoflex, 1923–27, v Technikmuseum v Berlíně

### Založení
Obchodník Heinrich Ernemann, který žil v Drážďanech od roku 1876 a pocházel z Eichsfeldu, se v roce 1889 podílel na výrobě kamer Wilhelma Franze Matthiase v Pirnaer Strasse v Drážďanech. Název jejich společnosti byl „Dresdnerova továrna na fotografické přístroje Ernemann & Matthias“. Poté, co Matthias opustil společnost v roce 1891, Ernemann v roce 1892 přesunul společnost z Güterbahnhofstrasse 10 na ulici Kaulbachstrasse.

### Výroba fotoaparátů

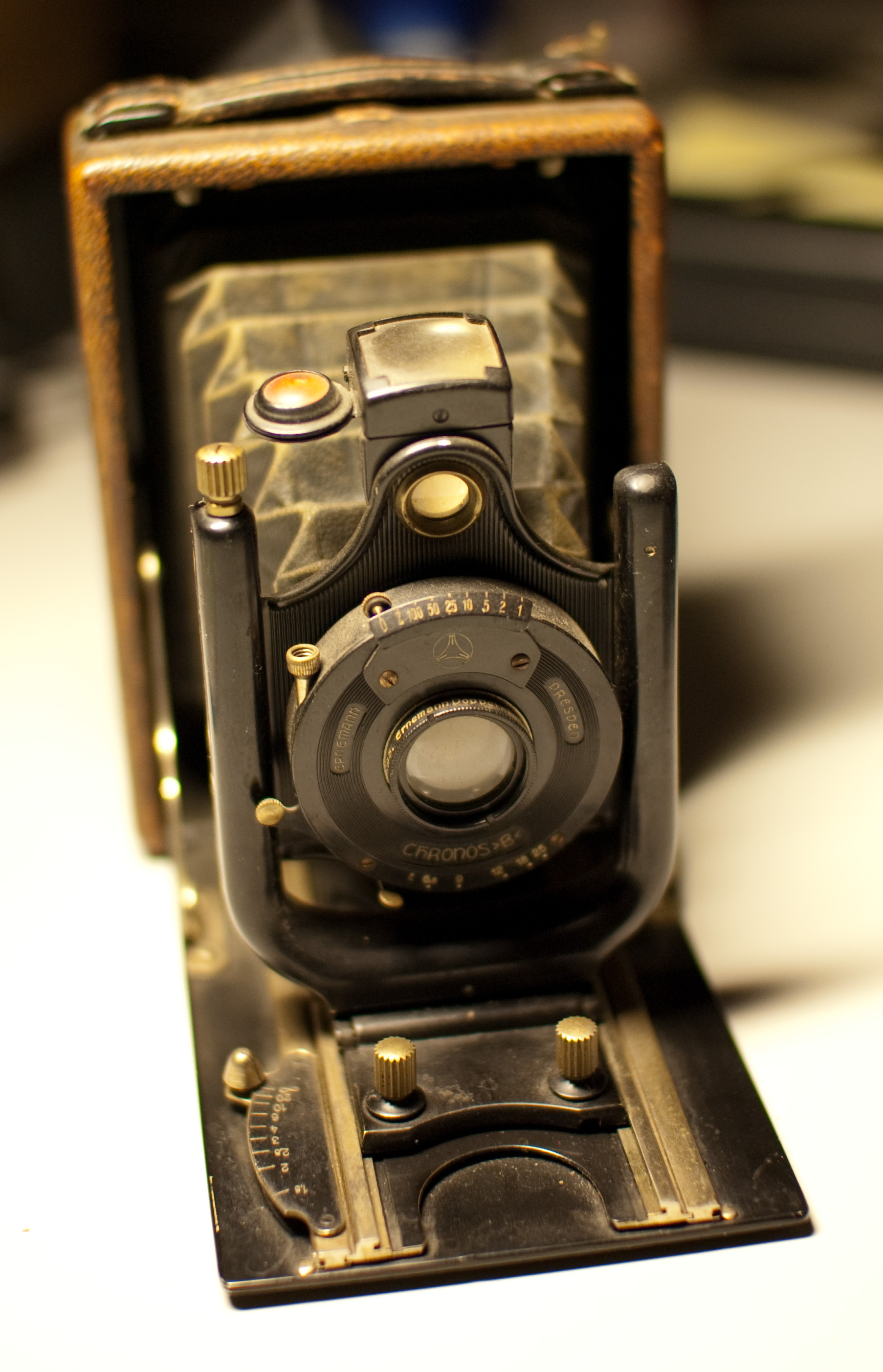
Ernemann Chronos B.

Následující roky se vyznačovaly expanzí společnosti a častými změnami provozoven. V té době společnost již vyráběla několik typů fotoaparátů, které čekaly na udělení patentu. V roce 1898 se společnost přestěhovala do nové tovární budovy Ernemann-Werke na Schandauer Strasse. V roce 1899 se společnost transformovala na „Heinrich Ernemann, Aktiengesellschaft für Camerafabrikation v Drážďanech“. V témže roce koupil Ernemann společnost „Ernst Herbst & Firl, továrnu na fotografické přístroje“ v Görlitzu. V roce 1903 se poprvé objevila známá ochranná známka, Lichtgöttin - bohyně světla, kterou všechny výrobky Ernemann nosily až do konce roku 1920.

### Výroba filmových projektorů

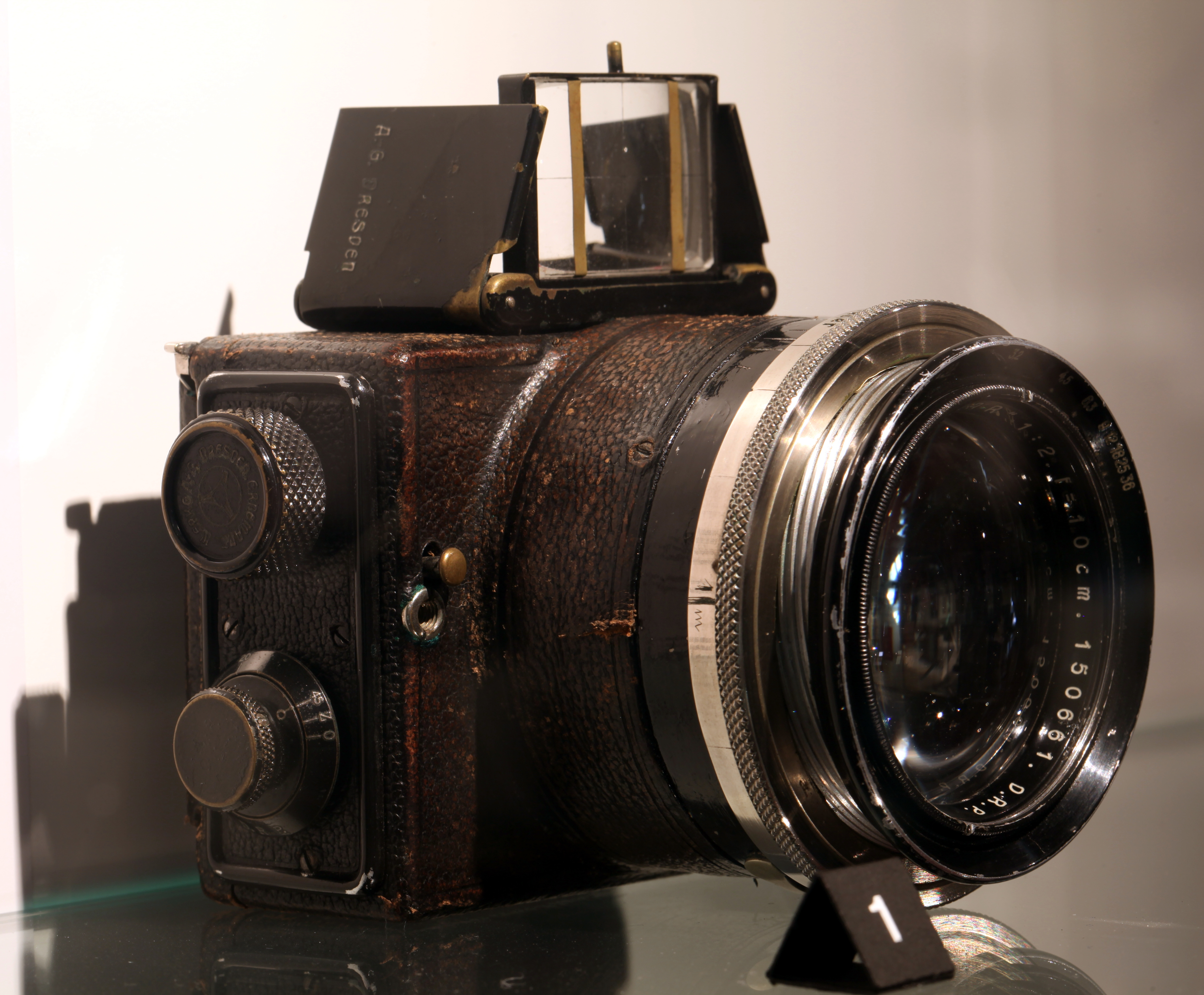
Ermanox s Ernostarem 1: 2

Když jeho syn Alexander Ernemann (1878–1956) vstoupil do továrny na fotoaparáty, stala se dalším zaměřením výroba filmových projektorů. V roce 1908 společnost Ernemann AG vyráběla své první vlastní objektivy (Ernar, Ernoplast), které dříve získala od optického institutu C. P. Goerz AG Berlin a Carl Zeiss Jena. Následující rok společnost vyrobila 35 mm projektor „Imperator“, pravděpodobně nejúspěšnější filmový projektor před první světovou válkou. V roce 1917 byl název změněn na „Ernemann-Werke AG v Drážďanech“. V roce 1920 vstoupil Ernemann do zájmové skupiny se společností Friedrich Krupp AG. Výsledná společnost „Krupp-Ernemann Kinoapparate AG“ se zabývala výrobou a prodejem filmových projektorů. Spolupráce byla vyjádřena novou ochrannou známkou: Dříve používaná ochranná známka, bohyně světla, byla nahrazena třídílným maltským příčným ozubením na třech kruzích Krupp.
Všechny produkty Ernemann od té doby používají nové logo. V roce 1923 byla přesunuta do stávající tovární budovy na Schandauer Straße, jejíž silueta věže později obsahovala logo VEB Pentacon. Od té doby v budově sídlí Technischen Sammlungen Dresden (Drážďanské technické sbírky).
V továrně, kterou založil Ernemann v Bannewitzu v roce 1919, se od roku 1920 do roku 1928 vyráběly velké fotografické desky. V roce 1938 zde začala výroba kinofilmového projektoru „Ernemann VIIB“ o průměru 35 mm. Toto zařízení se rychle stalo bestsellerem, bylo exportováno do celého světa a mnohokrát zkopírováno. Stroje této série byly vyráběny až do 70. let 20. století a lze je v kinech najít dodnes (2020) díky jejich enormní odolnosti.
Od 50. let 20. století společnost Zeiss-Ikon AG vyráběla filmové projektory značky Ernemann, další vývoj „Ernemann VIIB“ (modely Ernemann VIII, VIIIb, IX, X, 12). Od roku 1999 společnost „Ernemann CineTec GmbH“ se sídlem v Kielu vyrábí filmové projektory, jejichž modelové řady se také nazývají Ernemann (od roku 2005 „Ernemann 14“, od roku 2007 „Ernemann 18“). Nechala si značku zaregistrovat u Německého úřadu pro patenty a ochranné známky (DPMA) pod číslem 300701. 28 V únoru 2013 byla ochranná známka vymazána podle § 47 zákona o ochraně ochranných známek.

### Ermanox
Jedním z nejdůležitějších úspěchů závodu v oblasti konstrukce fotografických přístrojů je výroba fotoaparátu Ermanox v roce 1924, který se stal známým zejména díky práci novináře Ericha Salomona. Ludwig Bertele vyvinul objektiv Ernostar pro Ermanox v roce 1923. S intenzitou světla 1: 2 to byl v té době nejjasnější sériově vyráběný objektiv na světě. Ermanox umožnil fotografům pracovat za podmínek, které dříve nebylo technicky možné zvládnout, například v noci nebo během divadelních představení. V následujícím roce by se rychlost objektivu Ernostar mohla dále zlepšit na 1: 1,8.

### Fúze se Zeiss-Ikon

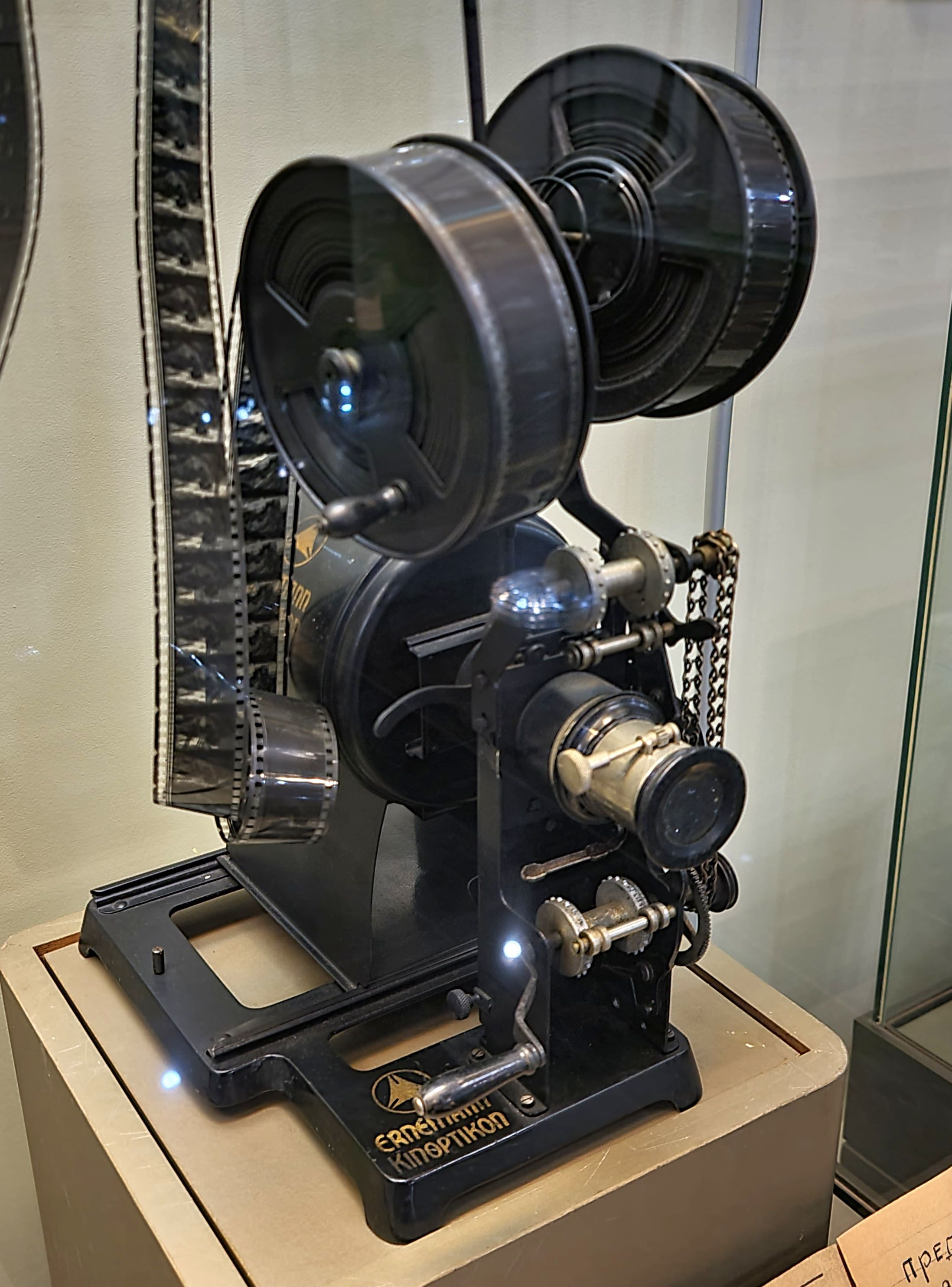
Ernemann Egneton Cine Machine

V roce 1926 se společnost „Ernemann-Werke“ spojila s optickým institutem C. P. Goerz a Contessa-Nettel a vytvořila Zeiss Ikon. Tato fúze po 37 letech ukončila historii rodinného podnikání. Heinrich Ernemann byl členem dozorčí rady nově vytvořené společnosti. Vzhledem k tomu, že Ernemann byl zavedeným jménem s velmi dobrou pověstí, některé značky Ernemann převzala společnost Zeiss Ikon a pokračovaly několik let. Platilo to zejména pro odvětví kinematografie. Optický institut C. P. Goerz a Ernemann se museli zavázat, že nebudou vyrábět žádné další objektivy, ale budou je kupovat od společnosti Carl Zeiss v Jeně. V roce 1947 byl drážďanský závod na příkaz sovětské okupační moci vyvlastněn a později převeden na státní podnik.

### Filmové projektory (výběr)

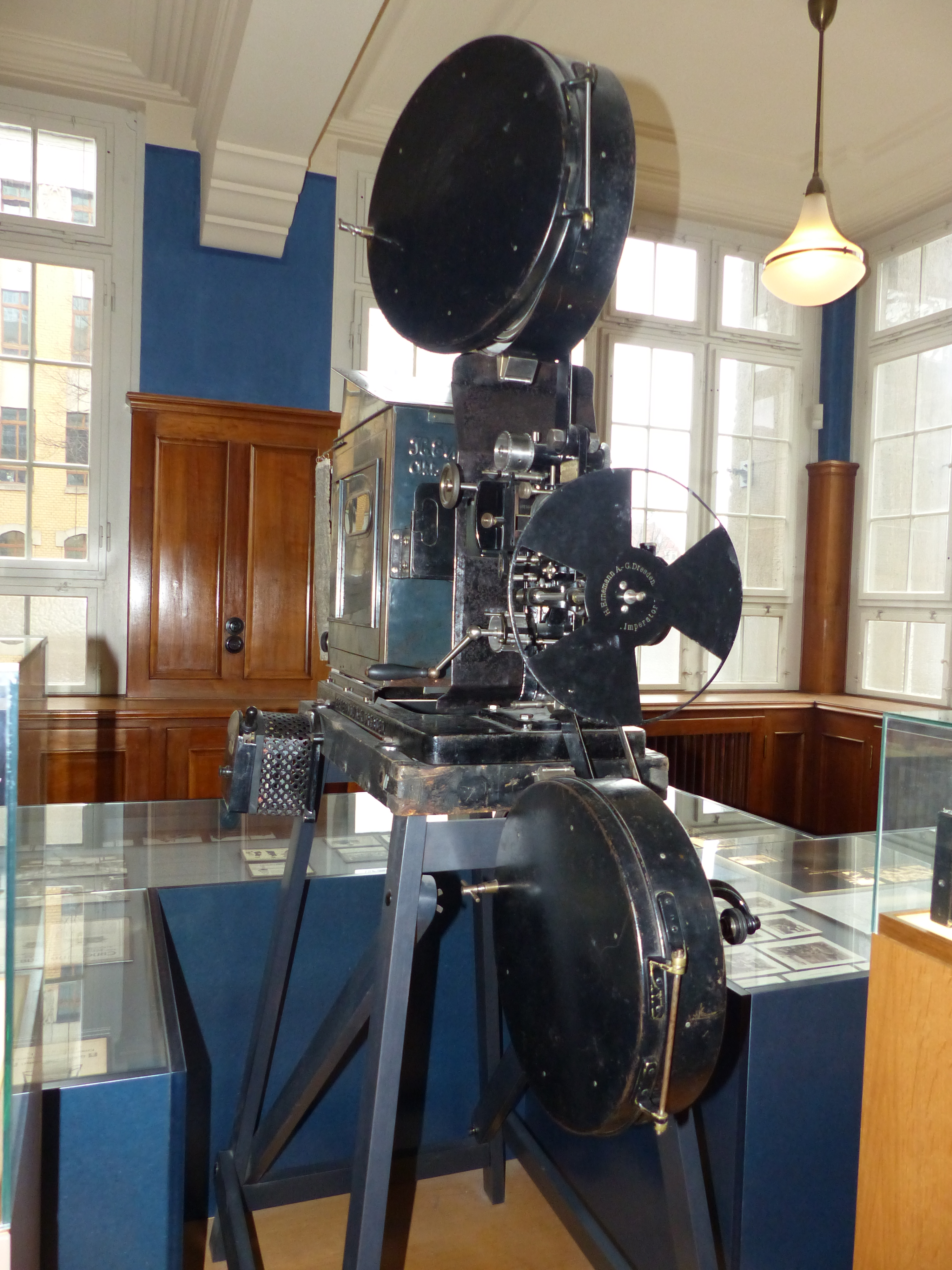
Filmový projektor Imperator, kolem roku 1910, Technické sbírky Drážďany
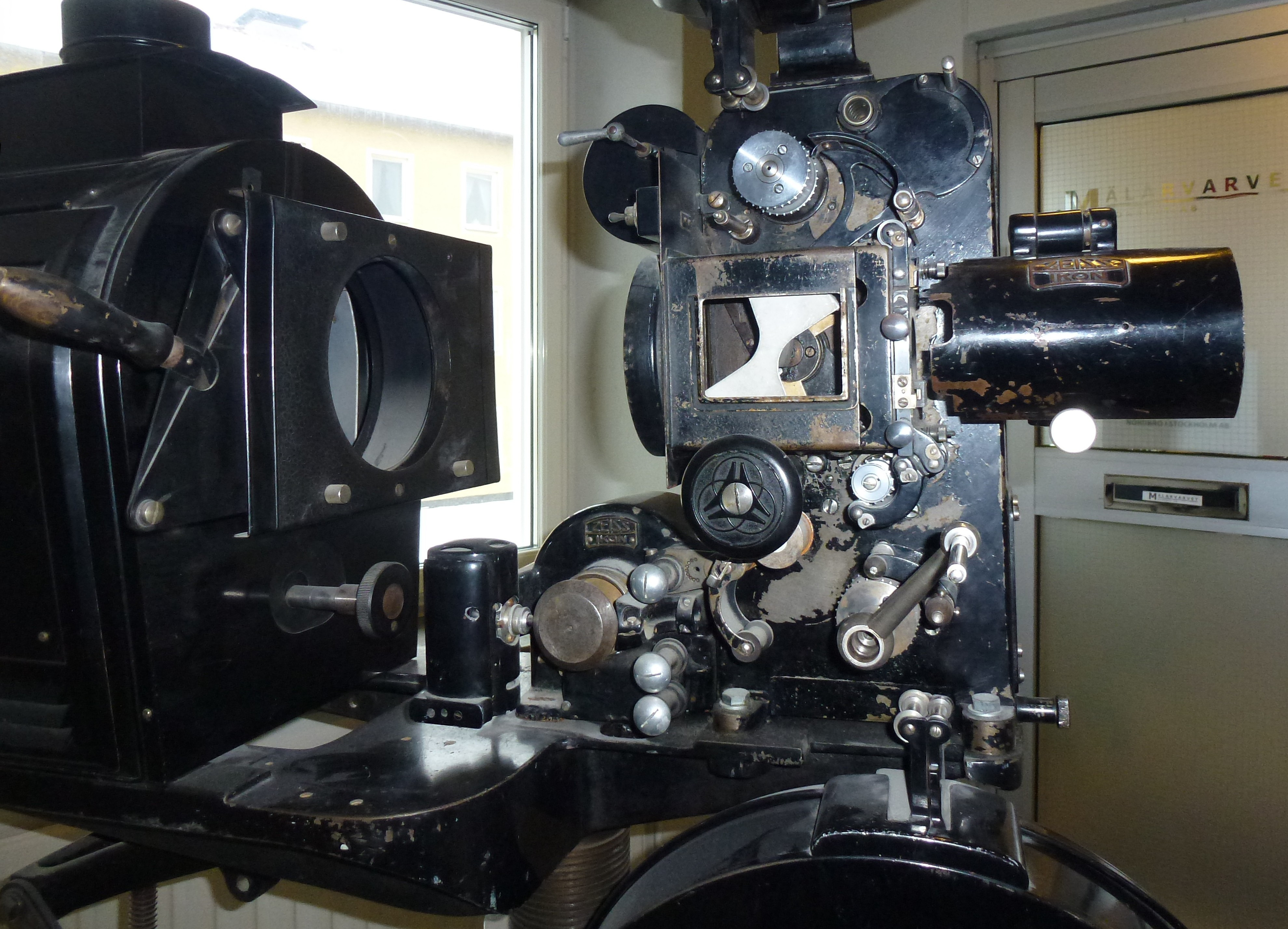
Vedení filmu ve stroji Ernemann IV, Stockholms Filmskola
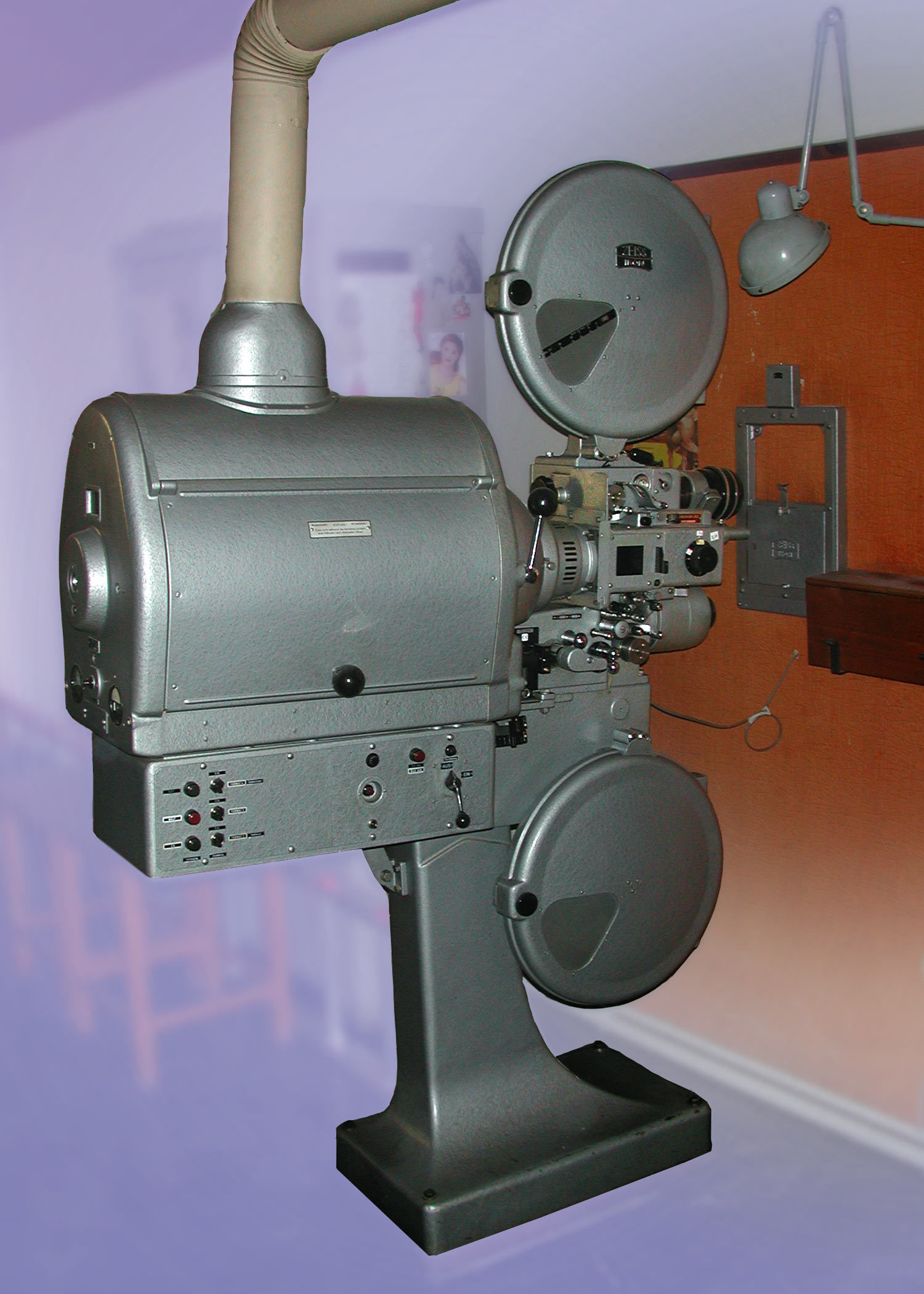
Ernemann VIII z kina Millstatt, nyní v Klagenfurtském kině
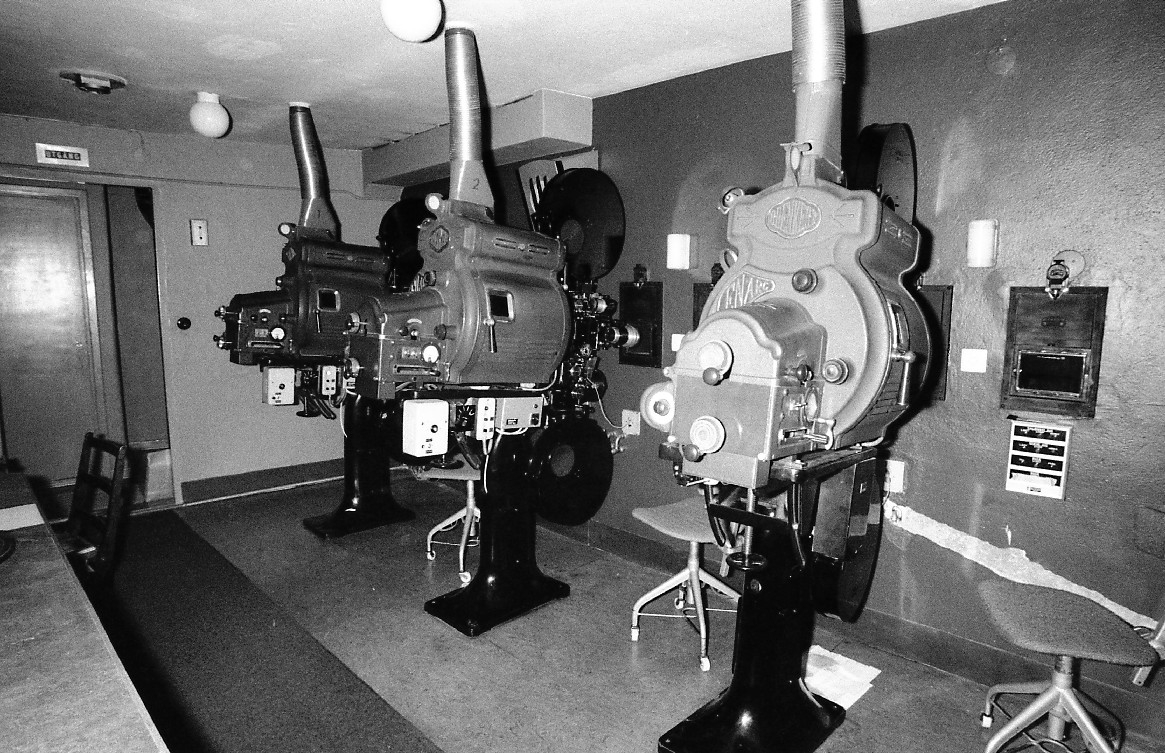
Tři stroje Ernemann VII b v bývalém divadle Esplanad / Parkett ve Stockholmu
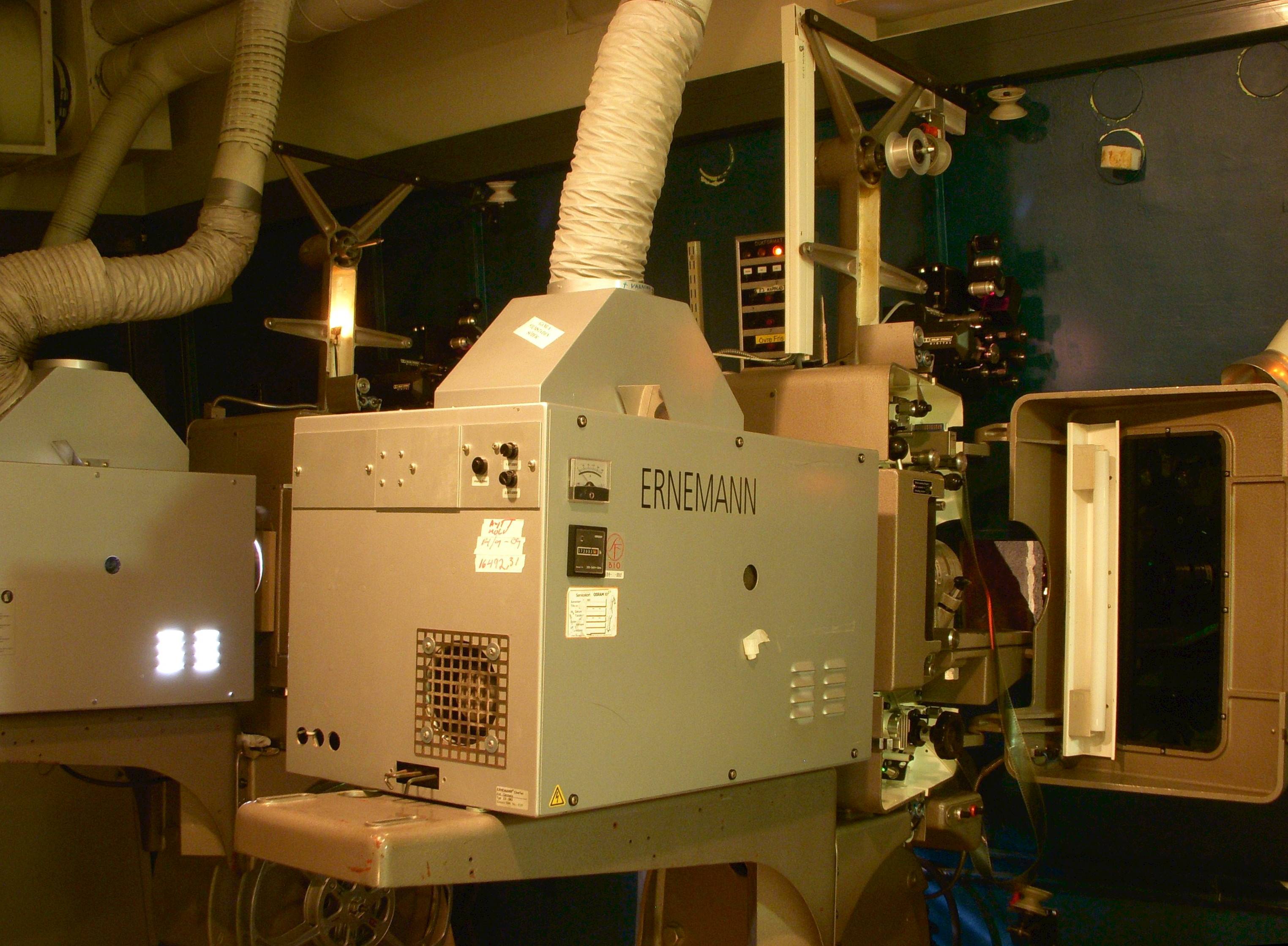
Dva moderní projektory Ernemann v divadle Skandia ve Stockholmu